# Mukhammadkodir Khamraliev
Mukhammadkodir Khamraliev (Ferganá, 6 de julio de 2001) es un futbolista uzbeko que juega en la demarcación de defensa para el Pakhtakor FC de la Super Liga de Uzbekistán.

## Selección nacional
Tras jugar en las categorías inferiores de la selección, finalmente hizo su debut con la selección de fútbol de Uzbekistán el 25 de diciembre de 2023 en un encuentro amistoso contra Kirguistán que finalizó con un resultado de 4-1 tras los goles de Abbosbek Fayzullaev, Jaloliddin Masharipov, Azizbek Amonov y Golib Gaybullayev para el combinado uzbeko, y de Bakhtiyar Duyshobekov para Kirguistán.

## Clubes
| Club                | País       | Año       | Partidos | Goles |
| ------------------- | ---------- | --------- | -------- | ----- |
| FC Dinamo Samarqand | Uzbekistán | 2020-2021 | 33       | 3     |
| FK Olympic Tashkent | Uzbekistán | 2022      | 28       | 3     |
| Pakhtakor FC        | Uzbekistán | 2023-     | 35       | 1     |